# Billboard Music Awards 2003
Die Billboard Music Awards 2003 wurden am 10. Dezember 2003 in der MGM Grand Garden Arena in Paradise, Nevada verliehen. Beyoncé erhielt mit fünf Awards die meisten Auszeichnungen des Abends.

## Gewinner und Nominierungen
Die Gewinner stehen als erstes und in Fettschrift.
| Artist of the Year | R&B artist of the year |
| --- | --- |
| - 50 Cent - R. Kelly - Sean Paul - Justin Timberlake                                                                                            | - 50 Cent - Aaliyah - Jay-Z - R. Kelly |
| Rap Artist of the Year | Country Artist of the Year |
| - 50 Cent - Chingy - Fabolous - Sean Paul | - Shania Twain - Dixie Chicks - Toby Keith - Tim McGraw |
| Country Album of the Year | Rock Artist of the Year |
| - Shania Twain – Up! - Dixie Chicks – Home - Tim McGraw – Tim McGraw and the Dancehall Doctors - Toby Keith – Unleashed                         | - Audioslave - 3 Doors Down - Disturbed - Trapt |
| Rock Single of the Year | Hot 100 Artist Duo/Group of the Year |
| - Trapt – Headstrong - The White Stripes – Seven Nation Army - Audioslave – Like a Stone - Chevelle – Send the Pain Below                       | - 3 Doors Down - Dixie Chicks - Matchbox Twenty - Santana |
| R&B/Hip-Hop Group of the Year | Female New Artist of the Year |
| - Lil Jon & The East Side Boyz - B2K - Dru Hill - Floetry                                                                                       | - Beyoncé |
| Billboard Music Century Award | Modern Rock Artist of the Year |
| - Sting | - Audioslave - Linkin Park - Foo Fighters - Chevelle |
| New R&B/Hip-Hop Artist of the Year | Top Digital Song of the Year |
| - Beyoncé - Chingy - Floetry - Heather Headley                                                                                                  | - OutKast – Hey Ya! - Coldplay – Clocks - The Black Eyed Peas – Where Is the Love? - Beyoncé feat. Jay-Z – Crazy in Love                                                      |
| Hot 100 Producer of the Year | Hot 100 Songwriter of the Year |
| - R. Kelly - The Neptunes - Timbaland - Lenky                                                                                                   | - R. Kelly |
| R&B/Hip-Hop Producer of the Year | Country Album Artist of the Year |
| - R. Kelly | - Shania Twain - Dixie Chicks - Toby Keith - Tim McGraw |
| Independent Album Artist of the Year | New Group Artist of the Year |
| - Lil Jon & The East Side Boyz | - Evanescence |
| Independent Album of the Year | Hot 100 Award for Most Weeks at No.1 |
| - Lil Jon & The East Side Boyz – King of Crunk                                                                                                  | - Beyoncé feat. Jay-Z – Crazy in Love - Beyoncé feat. Sean Paul – Baby Boy (beide insgesamt 17 Wochen)                                                                        |
| Rhythmic Top 40 Title of the Year | New Male R&B Artist of the Year |
| - Chingy – Right Thurr - Lil Jon & The East Side Boyz – Get Low - 50 Cent – In da Club - Murphy Lee, P. Diddy & R. Kelly – Shake Ya Tailfeather | - Chingy |
| Female Hot 100 Artist of the Year | No. 1 Classical Crossover Artist of the Year |
| - Beyoncé - Aaliyah - Christina Aguilera - Ashanti                                                                                              | - Josh Groban |
| No. 1 Classical Crossover Album of the Year | Soundtrack Single of the Year |
| - Josh Groban – Closer | - Evanescence – Bring Me to Life |
| Mainstream Top 40 Single of the Year | Top-selling Single of the Year |
| - The Black Eyed Peas – Where Is the Love? - Avril Lavigne – I'm With You - Evanescence – Bring Me to Life - Christina Aguilera – Beautiful     | - Clay Aiken – Bridge over Troubled Water - American Idol 2 Finalists – God Bless the U.S.A - Kid Rock feat. Allison Moorer – Picture - Ruben Studdard – Flying Without Wings |
| Top Billboard 200 Album of the Year | R&B Songwriter of the Year |
| - 50 Cent – Get Rich or Die Tryin’ - Dixie Chicks – Home - Norah Jones – Come Away with Me - Shania Twain – Up!                                 | - R. Kelly - Chad Hugo - Timbaland - Pharrell Williams |